# Crotaphopeltis barotseensis
Crotaphopeltis barotseensis là một loài rắn trong họ Rắn nước. Loài này được Broadley mô tả khoa học đầu tiên năm 1968.